# Project Chanology

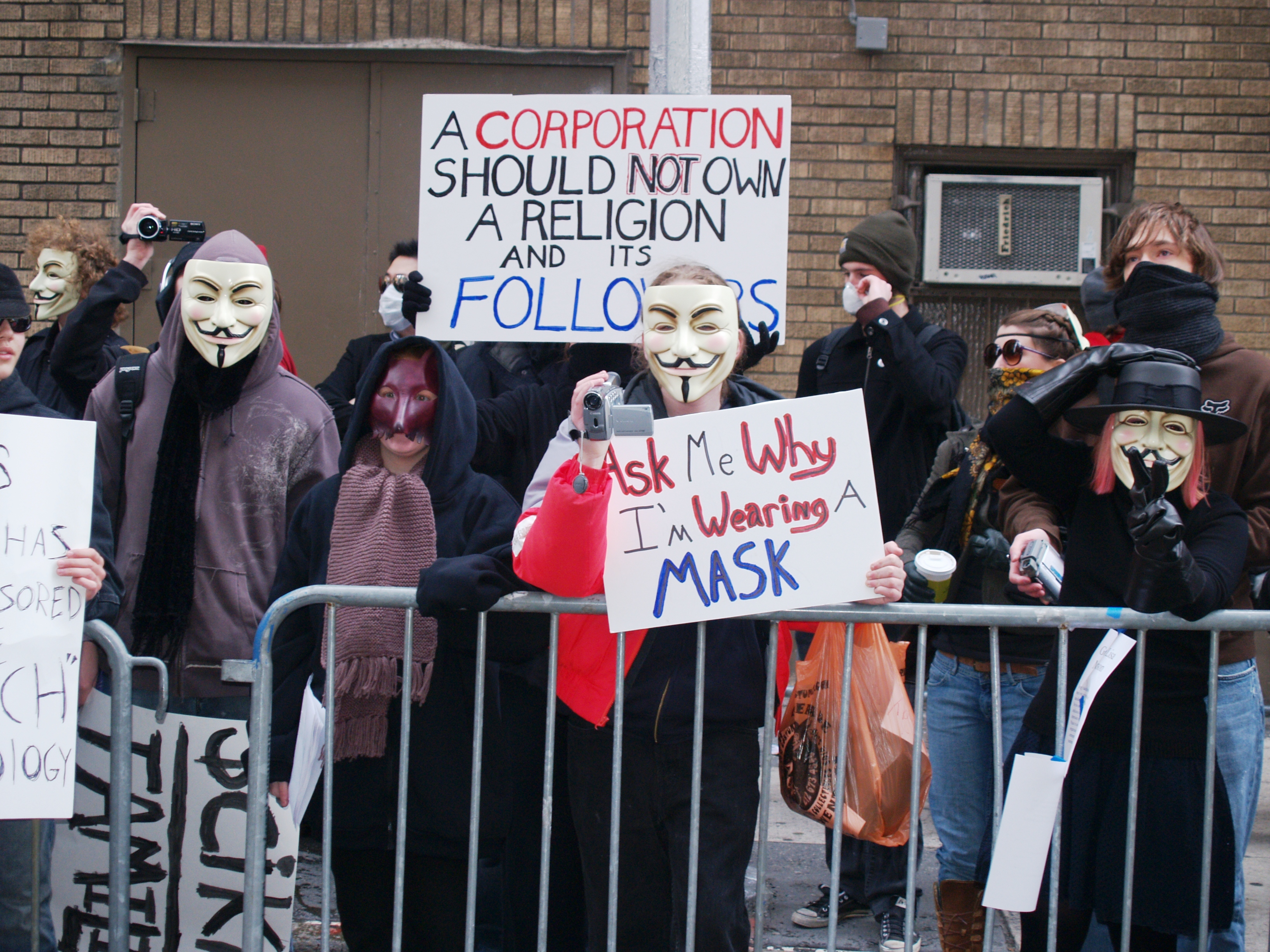
Demonstranter under Project Chanology den 10 februari 2008.

Project Chanology refererar till de protester Anonymous driver mot scientologikyrkan. Protesterna började 16 januari 2008 i samband med att scientologikyrkan, med hänvisning till upphovsrätten, försökte ta bort en konfidentiell video, innehållande Tom Cruise, från Youtube. Anonymous däremot såg detta som censur och ett hot mot yttrandefrihetsgrundlagen vilket kom att bli startskottet för protesterna.
Protesterna drivs huvudsakligen av Anonymous men även andra organisationer och personer har deltagit. I Sverige har Föreningen Rädda Individen (FRI) deltagit vid protester.

## Metoder
Vid protesternas början hackades flera hemsidor tillhörande sekten. Anonymous organiserade en Denial of Service-attack mot scientologins hemsida, Googlebomber placerades ut på hemsidor vilket innebar att söktermen "dangerous cult" automatiskt leder till scientologernas hemsidor. Annat var busringningar och svarta fax till scientologikyrkans center runtom i världen samt skapandet av mängder med nya scientologikritiska hemsidor.
Mest uppmärksammat är de fysiska protester runt om i världen som tog sin början 10 februari 2008 och sker regelbundet sedan dess.

## Framgång
Anonymous och Project Chanology har fått stor uppmärksammats runt om i världen av flera nyhetskanaler som till exempel Fox News, Sky News, News channel 3, Today Tonight och tidningar som New York Times, Dagens Nyheter, Dagen. I Sverige fick Project Chanology indirekt uppmärksamhet i Uppdrag granskning när medlemmar i Anonymous intervjuades om varför de protesterade mot sekten.
Enligt Mark Headly, avhoppad scientolog (medlem i Sea Org i 16 år) och författare till boken Blown For Good som handlar om hans tid inom sekten, har personer vågat tala ut sedan Anonymous startade protesterna mot Scientologikyrkan. ”Fler och fler människor som blivit lidande eller angripna känner sig mer bekväma att de kan tala ut och är inte rädda för att några påföljder ska hända dem.” 

## Scientologikyrkans respons

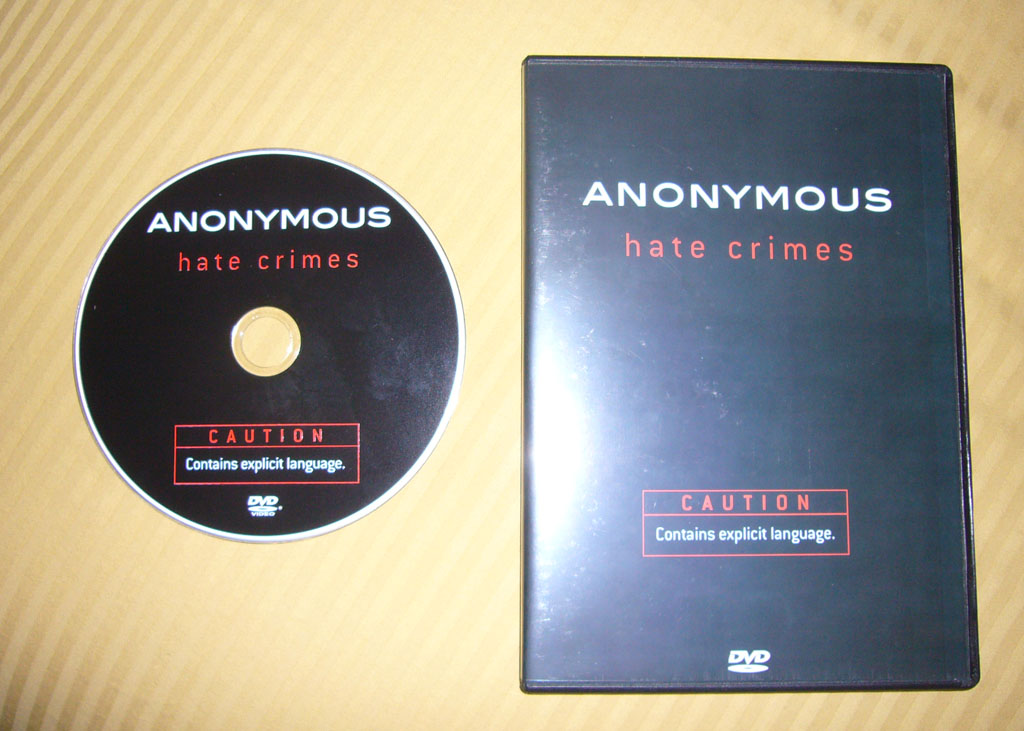
DVD:n Anonymous Hate Crimes, skapad av Scientologikyrkan.

Scientologikyrkans svar på rörelsen har varit många. Man gjorde tidigt filmen Anonymous Hate Crimes, vilken sammanfattar mycket av det kyrkan anklagar rörelsen för.
På den scientologiska hemsidan Religious freedom watch, som driver flera kampanjer mot vad de kallar anti-religiösa extremister, har Anonymous fått en helt egen kategori kallad Anonymous hate group. Anonymous utpekas på sidan som en ”hatgrupp” och som ”cyberterrorister”, och anklagas för att ha planerat ett bombattentat mot Scientologikyrkan med hjälp av rörbomber och Molotov cocktails. En talesperson för Scientologerna i Storbritannien anklagar rörelsen för hatbrott och sade att kyrkan kommer att samarbeta med polisen för att minimera den negativa påverkan som denna "terrorgrupp" åstadkommer.
I Sverige uttalade sig Tarja Vulto, informationssekreterare för scientologikyrkan i Europa, i Uppdrag granskning. Där kallade hon Anonymous för fega som gömmer sig bakom masker och sade ”De är ungdomar som vet ingenting om någonting, det är farlig tycker jag. De tror på vad som helst och på internet finns saker och ting som verkligen inte stämmer”. Vulto hävdade samtidigt att rörelsen inte är farlig för Scientologikyrkan.

## Viktiga personer för Project Chanology

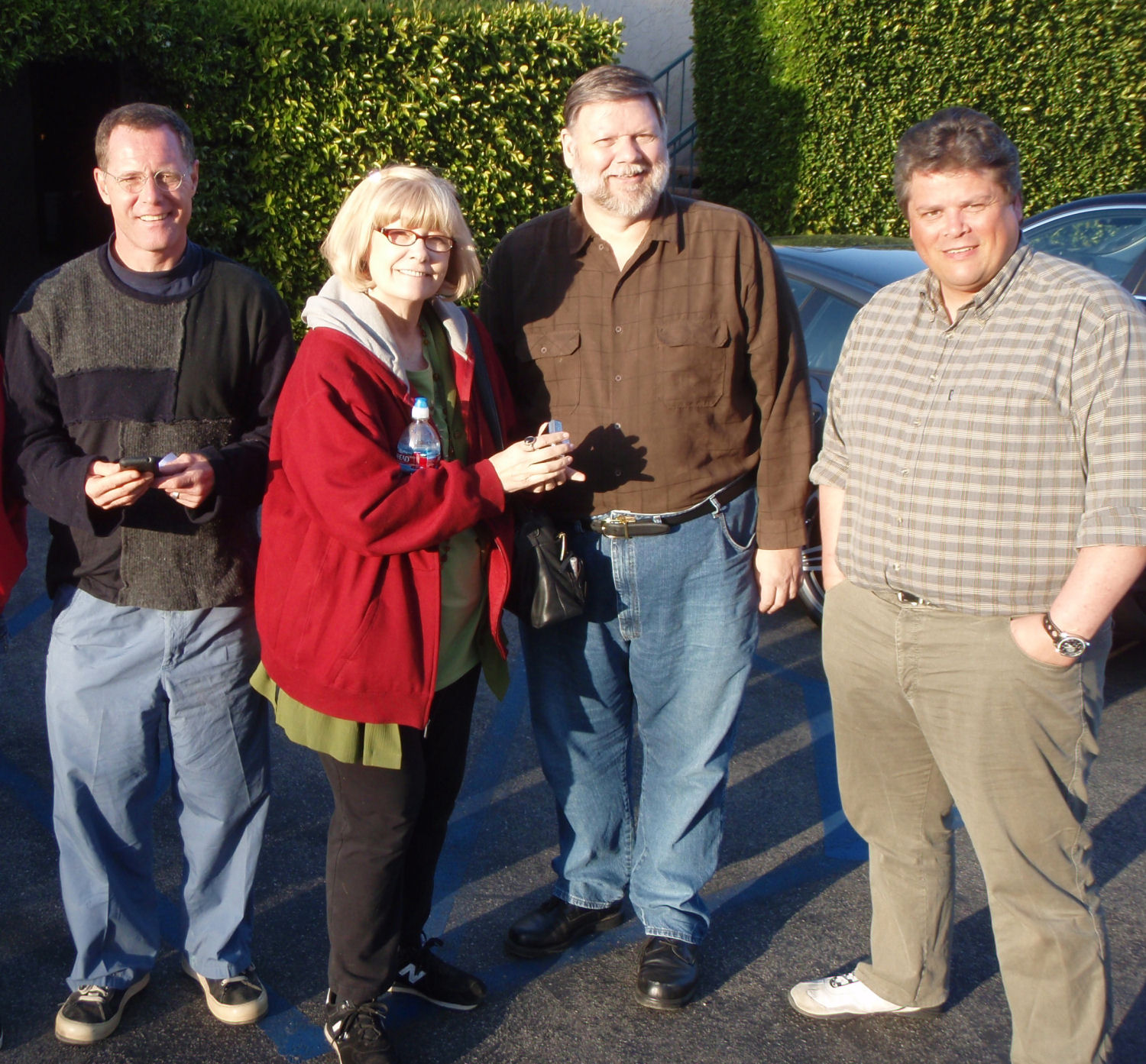
Jason Beghe, Tory Christman, Mark Bunker och Andreas Heldal-Lund (2008)

### Andreas Heldal-Lund
Andreas Heldal-Lund, grundaren av den scientologikritiska webbsidan Xenu.net som sedan 1996 har rapporterat om de brott och skandaler som präglat sekten sedan dess start. Webbsidan har blivit ett viktigt verktyg för Anonymous som ofta refererar till den.
År 2003 mottog han priset the Leipzig Human Rights Award från the European-American Citizens Committee for Human Rights and Religious Freedom in the USA, en organisation som imponerats av hans kamp mot scientologikyrkan.

### Tory Christman
Tory Christman, en f.d. scientolog som var medlem i över 30 år i sekten och arbetade vid sektens Celebrity Center i Los Angeles. År 2000 valde hon att lämna sekten, mycket tack vare Andreas Heldal-Lund, vilket innebar att hon också förlorade sin man som tillhörde sekten och som skiljde sig från henne kort efter. Numera är hon aktivt kritisk mot sekten och deltar regelbundet i protesterna. På internet publicerar hon regelbundet Youtubefilmer där hon berättar om sin tid i sekten och har hyllat Anonymous arbete. Hon har även deltagit i media vid flera tillfällen då hon uttalat sig kritiskt mot sekten.

### Mark Bunker
Mark Bunker är en Emmy Award-vinnande dokumentärfilmare samt grundare av hemsidan Xenu TV som har ungefär en miljon träffar varje månad, och sedan en lång tid har varit aktivt kritisk mot scientologikyrkan.
Kort efter Anonymous start publicerade Bunker en video där han uppmanade Anonymous till försiktighet och fredliga metoder. Allt dåligt som Anonymous skulle göra skulle Scientologikyrkan använda emot rörelsen och smutskasta den. Bunker har blivit lite av en mentor för gruppen och för Anonymous går han under namnet "wise beard man" (den skäggige vise mannen).

### Jason Beghe
Jason Beghe, skådespelare som lämnade sekten 2008, har bland annat medverkat i TV-serier som Arkiv X, CSI: NY och Dharma & Greg. Kort efter sitt avhopp från sekten kontaktade han Mark Bunker som intervjuade honom. Den tre timmar långa intervjun lades sedan ut på Youtube. Beghe gjorde uttalanden om Scientologikyrkan som "mycket farlig för din andliga, psykiska, mentala, emotionella hälsa och utveckling". Delar av intervjun visades senare i det amerikanska programmet Nightline. Beghe har även berättat om sin tid i sekten för BBC World Service radioprogram, World: Have Your Say.
Samma år reste Beghe till Hamburg, Tyskland där han talade inför tyska statstjänstemän om sin tid och upplevelser inom sekten. Han påstod i samband med detta också att scientologikyrkan anställt privatdetektiver för att följa efter honom till Europa..